# Сакрипорт
Сакрипорт (Sacriportus) е било древно селище в областта Лацио в Италия.
Намирало се е до днешния град Колеферо (Colleferro), който се намира в регион Лацио на 54 км от Рим.
Сакрипорт е бил разположен на горното течение на река Толерус на Виа Лабикана между Пренесте и Сигния.
През пролетта на 82 пр.н.е. Сула с легат Гней Корнелий Долабела унищожава там войската на младия Марий.